# Kenneth Nichols
El teniente general Kenneth David "Nick" Nichols (n. 13 de noviembre de 1909 - f. 16 de enero de 2000) fue un oficial e ingeniero del Ejército de Estados Unidos. Trabajó en el Proyecto Manhattan que desarrolló la bomba atómica durante la Segunda Guerra Mundial. Fue responsable tanto de la instalación de producción de uranio en Clinton Engineer Works en Oak Ridge (Tennessee) como de la instalación de producción de plutonio en Hanford Site.
Nichols permaneció con el Proyecto Manhattan después de la guerra hasta que pasó al control de la Comisión de Energía Atómica en 1947. Fue el vínculo militar con dicha comisión de 1946 a 1947. Luego de enseñar brevemente en la Academia Militar de los Estados Unidos en West Point (Nueva York), fue ascendido a teniente general y se convirtió en jefe del Proyecto de Armas Especiales para las Fuerzas Armadas, encargado de los aspectos militares de las armas atómicas, incluyendo la logística, manejo y capacitación. Fue director adjunto para los asuntos de energía atómica de la División de Planes y Operaciones del comando general del Ejército.
En 1950, el general Nichols se convirtió en director adjunto de la División de Misiles Guiados del Departamento de Defensa. Fue nombrado jefe de investigación y desarrollo cuando fue reorganizada en 1952. En 1953, se convirtió en director general de la Comisión de Energía Atómica, desde donde promovió la construcción de plantas de energía nuclear. Desempeñó un rol importante en la acusación contra Robert Oppenheimer que resultó en la revocación de su credencial de seguridad. Posteriormente, Nichols se convirtió en consultor en ingeniería de plantas privadas de energía nuclear.